# Chaetodus datoi
Chaetodus datoi är en skalbaggsart som beskrevs av Federico Ocampo 2006. Chaetodus datoi ingår i släktet Chaetodus och familjen Hybosoridae. Inga underarter finns listade i Catalogue of Life.